# Jakob Johann Taube von Kudding

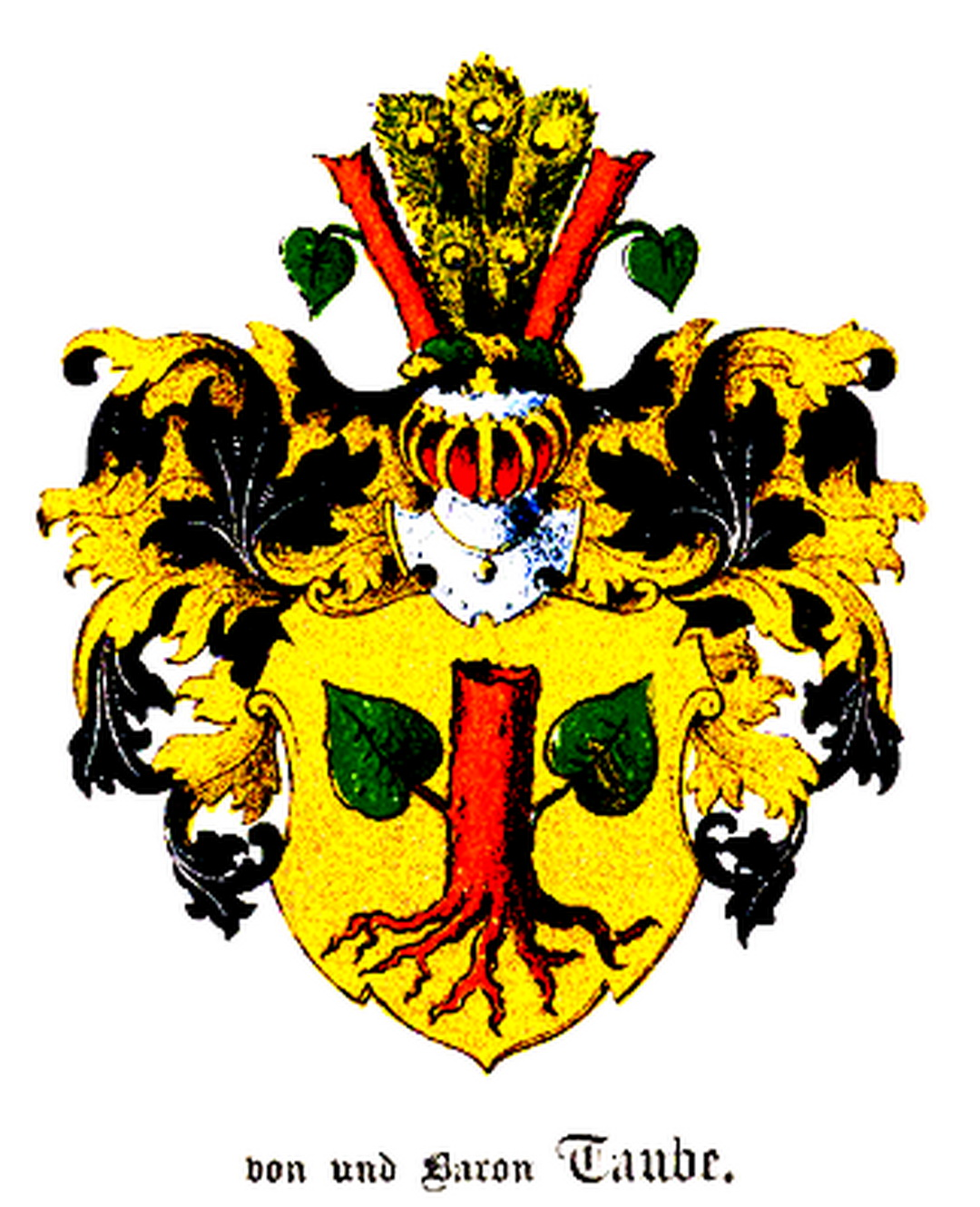
Stammwappen des Adelsgeschlechts „von Taube“ (Baltisches Wappenbuch 1882)

Jakob Johann Taube von Kudding, Graf Taube (* 6. Mai 1727 in Stockholm; † 19. März 1799 in Lübeck) war ein schwedischer Graf, der im Dienste des Kurfürstentum Braunschweig-Lüneburg und Schwedens bis zum Generalleutnant avancierte.

## Herkunft
Er stammte aus dem deutsch-baltisch-schwedischen Adelsgeschlecht der Taube (Stammhaus Kudding). Sein Großvater war der schwedische Feldmarschall Gustaf Adam Taube (1673–1732), der in den schwedischen Grafenstand erhoben worden war. Sein Vater Hans Heinrich Taube von Kudding, Graf Taube (1698–1766) diente am schwedischen Königshof als Hofmarschall.

## Werdegang
1736 trat er als Freiwilliger in das Upplands Infanterie-Regiment ein. 1738 erlangte er den Unteroffiziersgrad eines Waffen- und Munitionsmeisters und wurde 1739 zum Unteroffizier befördert. 1742 wechselte er in die Offizierslaufbahn und erlangt den Dienstgrad des Fähnrichs. Im Jahre 1744 trat er als Kadett in den Dienst der hannoverschen Armee ein. Seine Beförderung zum Leutnant erfolgte 1745 und 1748 nahm er seinen Abschied vom Upplands Infanterie-Regiment. Der nächste Aufstieg war 1755 zum Kapitänleutnant und 1759 wurde er zum Kapitän befördert. Im Jahre 1759 wurde er Adjutant bei Ferdinand von Braunschweig-Wolfenbüttel, dem Herzog von Braunschweig-Lüneburg. Es folgte 1761 die Verwendung als Kommandant von Liebenau und Kommandeur des 2. Gardebataillons und 1762 die Beförderung zum Oberstleutnant. 1766 kommandierte er ein Regiment in Stralsund, im damaligen Schwedisch-Pommern. Am 20. Juni 1774 nahm er als Generalleutnant seinen Abschied von der Armee. Er verbrachte seinen Ruhestand in Lübeck.

## Familie
Graf Jakob Johann von Taube heiratete 1763 die Freifrau Hippolite Eleonore von Albedyll, die Tochter des Geheimrates Friedrich von Albedyll und der Henriette von Marenholtz. Ihre Kinder waren:
- Amalie Henriette Frederike von Taube (1764–1833 in Berlin), verheiratet mit dem Kammerherrn Christian von Albedyll († 1815 in Lübeck)
- Christian August Wilhelm Ludwig von Taube (1767–1801), Kammerherr
- Karl Ernst Albrecht von Taube (1770 in Hannover-1808), Primärmajor im Leibregiment der schwedischen Königin, ledig
- Karl August Anton Ludwig von Taube (1771–1816), Graf Taube, Staatsminister im Königreich Württemberg
- Karoline Ernestine Sophie Juliane von Taube (* 1773), verheiratet mit Carl du Plat († 1815), Oberst